# Monte Cervantes (Schiff, 1928)
Das Motorschiff Monte Cervantes war ein Passagierschiff der Hamburg Südamerikanischen Dampfschifffahrts-Gesellschaft (HSDG oder „Hamburg Süd“). Das Schiff der Monte-Klasse war nach seiner Jungfernfahrt im Januar 1928 nur etwas mehr als zwei Jahre im Einsatz. In der kurzen Zeit sorgte es mit einem kritischen Zwischenfall vor der Insel Spitzbergen und seinem Untergang im Januar 1930 vor der südargentinischen Stadt Ushuaia für internationales Aufsehen.
Ein Bergungsversuch des als „Titanic des Südens“ oder „Argentinische Titanic“ bezeichneten Passagierschiffes scheiterte im Jahr 1954. Infolge der fast vollständigen Vernichtung des Archivs der Reederei „Hamburg Süd“ im Zuge der Sturmflut 1962 gingen auch der überwiegende Teil der Schiffsunterlagen und nahezu alle technischen und bauhistorischen Originalaufzeichnungen über die Monte Cervantes verloren.

## Das Schiff
Die Monte Cervantes wurde unter der Baunummer 478 auf der Werft Blohm & Voss in Hamburg gebaut und war nach der Monte Sarmiento (November 1924) und der Monte Olivia (April 1925) das dritte Schiff der Monte-Klasse. Nach der Taufe erfolgte am 25. August 1927 der Stapellauf und am 3. Januar 1928 die Indienststellung. Die Monte Cervantes besaß zwei Propeller, die von vier vom Motorenwerk Hamburg gefertigten Sechszylinderdieselmaschinen angetrieben wurden. Mit 6800 PS erreichte sie eine maximale Geschwindigkeit von 14,5 Knoten.
Anfangs besaß das Schiff eine Passagierkapazität von 2492 Plätzen – 1354 in der Touristenklasse und 1138 in den Zwischendecks – und dementsprechend 30 Rettungsboote. Den Plänen der Eigner zufolge sollte die Monte Cervantes regelmäßig zwischen Hamburg und den südamerikanischen Hauptstädten Rio de Janeiro und Buenos Aires verkehren. Schon nach kurzer Zeit dehnte man ihren Aufgabenbereich jedoch auch auf Vergnügungsfahrten in alle Erdteile aus. Aus diesem Grunde wurde die Kapazität auf zirka 1.750 Plätze reduziert, um zu gewährleisten, dass die Gäste die Reisen genussvoller erleben konnten. Möglich wurde dies auch durch die edle und für die damalige Zeit äußerst moderne Ausstattung. Mittschiffs lagen große Panoramadecks, es gab zwei geräumige Speisesäle, eine weite Halle und darüber hinaus einen großen Rauchersalon sowie ein Schreib- und Lesezimmer. In allen Kabinen der Preiskategorien IA bis V gab es fließend Wasser und die Reisenden der Preisgruppe VI und in den Schlafsälen nutzten helle, weißgekachelte, nach Geschlechtern getrennte Waschräume. An Bord waren ausnahmslos alle Reiseteilnehmer gleichberechtigt und hatten ohne Einschränkung zu allen öffentlichen Teilen des Schiffes Zugang. Der Preisunterschied der Kabinen richtete sich lediglich nach deren Art und Lage. So standen beispielsweise sowohl den Gästen der obersten als auch jenen der untersten Preiskategorie mehrere Wannen- und Brausebäder, ein Arzt mit kostenloser Behandlung sowie ein Damen- und ein Herrenfriseur zur Verfügung. Die Reederei wies im Vorfeld der Reisen des Öfteren darauf hin, dass man volkstümliche Fahrten mit Vermeidung von Luxus und großen Standesunterschieden plane. Ferner empfahl man den Passagieren, wenig Gepäck und keine feine Gesellschaftskleidung mitzuführen, da sie unangemessen sei. Zudem befanden sich auch in den teureren Kabinen keine Kleiderschränke, sondern lediglich einige Haken zum Aufhängen der Kleider. Während der Fahrten war stets eine Musikkapelle an Bord und von Zeit zu Zeit gestalteten auch Kleinkünstler der NORAG das Unterhaltungsprogramm. Die Kabinenpreise waren wie folgt festgelegt:
| Preiskategorie | Deck  | Lage       | Typ                                     | Preis                     |
| -------------- | ----- | ---------- | --------------------------------------- | ------------------------- |
| IA             | A     | Außenseite | Zweibett-Kabine                         | 530 – 630 Reichsmark (RM) |
| I              | D & E | Außenseite | Zweibett-Kabine                         | 490 – 590 RM              |
| II             | A     | Innenseite | Zweibett-Kabine                         | 420 – 500 RM              |
| II             | D & E | Außenseite | kleine Zweibett-Kabine                  | 420 – 500 RM              |
| IIIA           | A     | Außenseite | Dreibett-Kabine                         | 440 – 520 RM              |
| III            | D & E | Außenseite | Dreibett-Kabine                         | 410 – 480 RM              |
| IV             | D & E | Innenseite | kleine Zweibett-Kabine                  | 380 – 430 RM              |
| V              | D & E | Innenseite | Dreibett-Kabine                         | 360 – 400 RM              |
| VI             | E     | Außenseite | Neun- bis Elfbett-Kabine                | 300 – 340 RM              |
| VII            | F     |            | Wohndeck-Abteil mit 120 und mehr Betten | 240 – 280 RM              |

## Dienstzeit

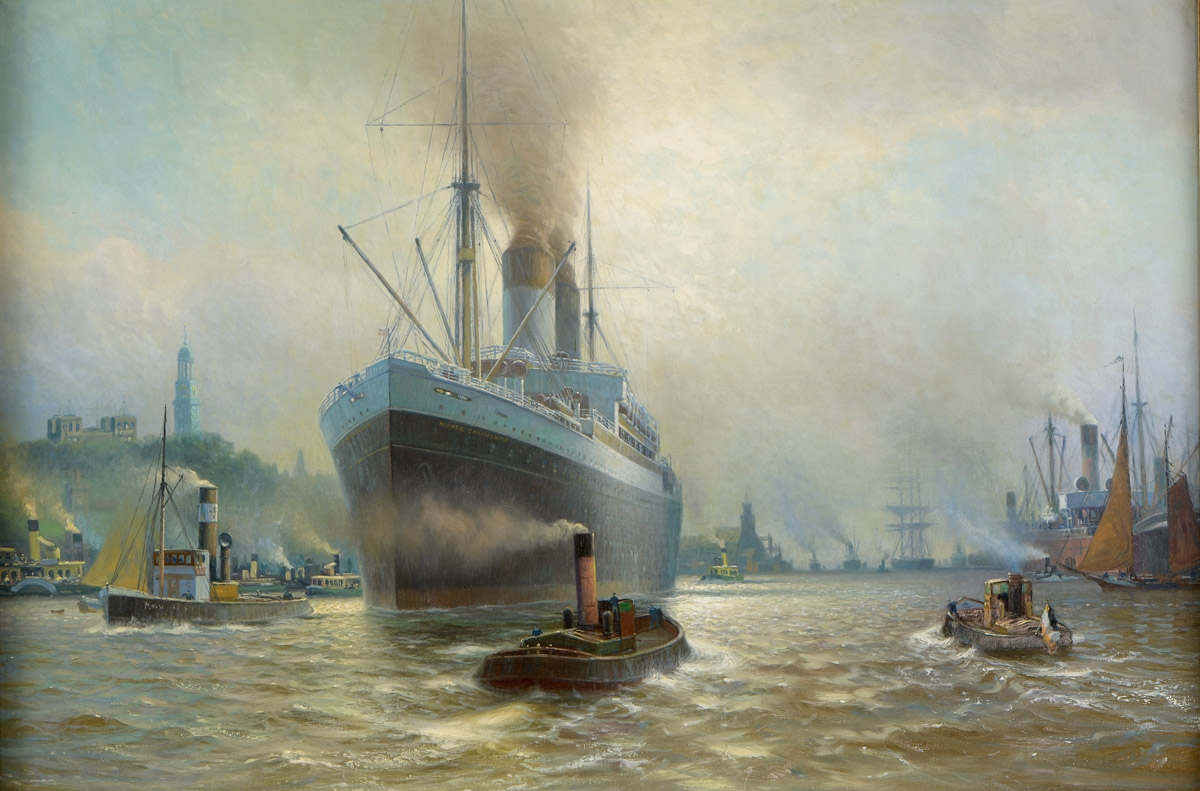
Monte Cervantes im Hamburger Hafen, Gemälde eines unbekannten Künstlers

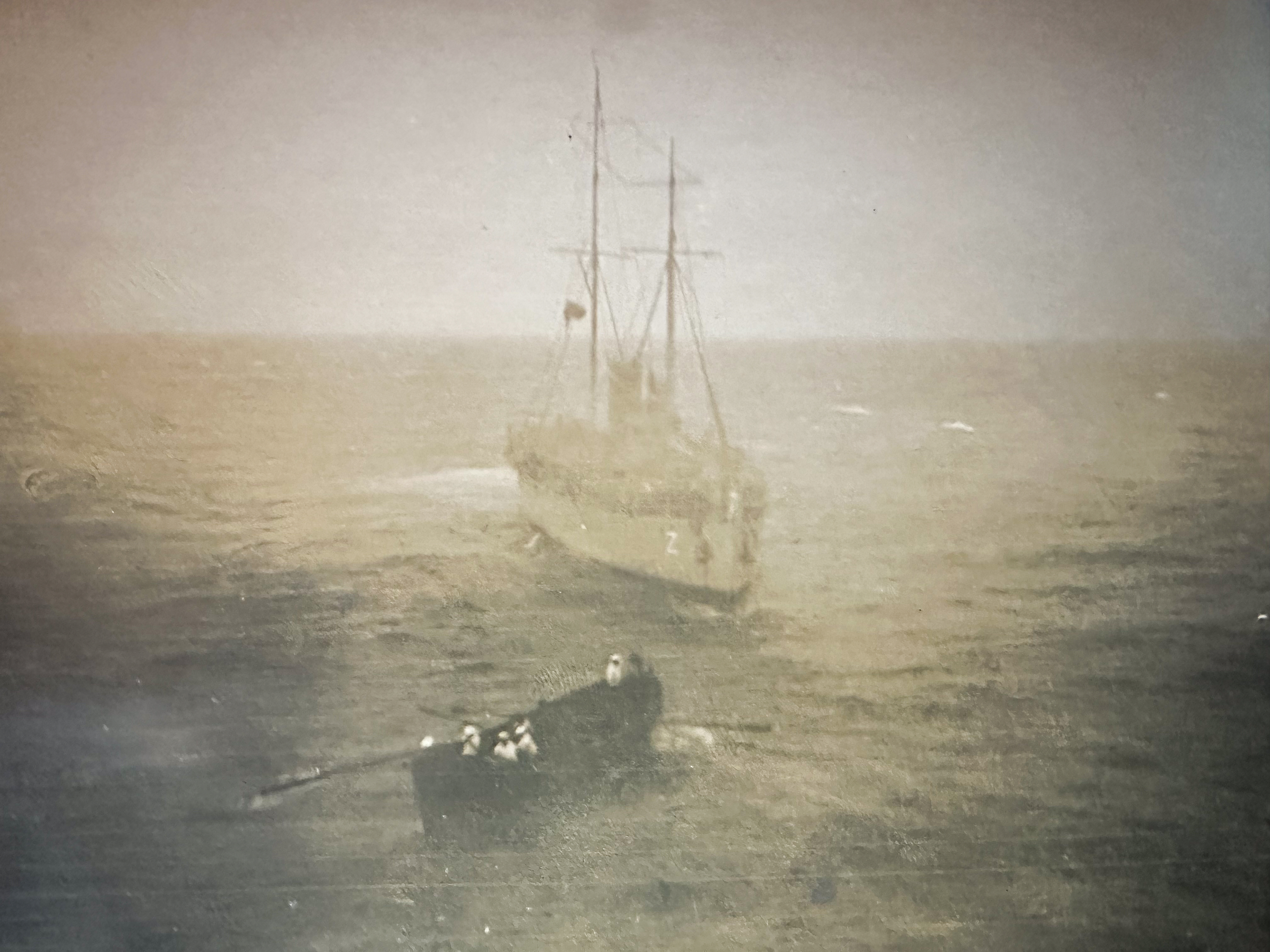
Ein Teil der Besatzung der Monte Cervantes setzt über zur Zaire, einem Boot der chilenischen Seestreitkräfte

Die Monte Cervantes brach am 7. Januar 1928, vier Tage nach ihrer Indienststellung, unter dem Kommando von Kapitän Meyer zu ihrer Jungfernfahrt von Hamburg nach La Plata in Argentinien auf. In den folgenden Monaten unternahm der Luxusliner mehrere Kreuzfahrten und war in der Regel ausgebucht.
Nur knapp ein halbes Jahr später kam es jedoch auf einer Reise vom Nordkap nach Svalbard zu einem aufsehenerregenden Zwischenfall. Für das Durchqueren vom Packeis betroffener Gewässer hatte das Schiff zuvor leichte Verstärkungen am Bug erhalten. Am 24. Juli musste die Fahrt allerdings wegen zu starken Eisgangs in der Recherchebucht im Bellsund vor Spitzbergen unterbrochen werden. Die Monte Cervantes drohte von den treibenden Schollen eingeschlossen zu werden, weshalb sich Kapitän Meyer dazu entschloss, die Eisbarriere zu umfahren. Beim Durchbruchversuch gegen 23 Uhr rissen die scharfen Eiskanten die Außenhaut des Schiffes auf und verursachten erhebliche Beschädigungen, wodurch an mehreren Stellen Seewasser eindringen konnte. Die Versuche der Besatzung, dieses abzupumpen, erwiesen sich als erfolglos, und schon bald stand das Wasser bis zu fünf Meter hoch in einigen Räumen des Vorschiffs, welches daraufhin langsam absank. Bereits leicht buglastig, steuerte der Kapitän in Richtung Ufer, wo alle 1.500 Passagiere an Land gehen mussten. Anschließend funkte die Besatzung den in 80 Seemeilen Entfernung kreuzenden sowjetischen Eisbrecher Krasin an und bat um schnelle Hilfe. Mit Hilfe der Taucher und der leistungsstarken Pumpen des Eisbrechers gelang es, das Schiff leerzupumpen und die Schäden binnen fünf Tagen bis zum 29. Juli provisorisch so weit zu reparieren, dass die Fahrt fortgesetzt werden konnte. Die Krasin geleitete die Monte Cervantes anschließend in die nordnorwegische Hafenstadt Hammerfest, von wo aus der Havarist vom Hochseeschlepper Seefalke in seinen Heimathafen Hamburg geschleppt wurde. Während der Zeit des Unglücks und des ungewissen Wartens auf neue Meldungen hatten nahezu alle großen Tageszeitungen auf dem europäischen Kontinent ausführlich über die Ereignisse berichtet und so massiv das öffentliche Interesse auf den Fall gelenkt.

## Untergang

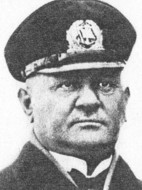
Kapitän Theodor Dreyer (* 1874; † 1930)

### Erster Tag
Ihre letzte Fahrt führte die Monte Cervantes nach Patagonien und Feuerland in die Region des Kap Hoorn. Unter dem Kommando des 55-jährigen Kapitäns Theodor Dreyer aus Hamburg-Blankenese und seines Ersten Offiziers Reiling legte das Schiff am 17. Januar 1930 im argentinischen Puerto Madryn an und erreichte am Morgen des 20. Januar Punta Arenas. Am darauf folgenden Tag durchfuhr man bei schlechtem Wetter, aber ruhiger See den Beagle-Kanal und erreichte um 19 Uhr Ushuaia. In den Morgenstunden des 22. Januar verließ das Schiff bei besseren Wetterverhältnissen den Hafen und steuerte die 15 Seemeilen westlich gelegene Yendegaiabucht an. Um 12:40 Uhr bestätigte Reiling eine vom Kapitän gewünschte Kursänderung per Kreuzpeilung – dieser hatte sich entschieden, nicht die als sicher geltende Route um den Leuchtturm auf den Les Eclaireurs-Klippen zu wählen, sondern das Schiff stattdessen durch eine labyrinthartige Strecke mit dicht wachsenden Algenfeldern und zahlreichen kleinen Inseln und Untiefen zu manövrieren. Der argentinische Lotse Rodolfo Hepe erhob dagegen keinen Einspruch.
Um 12:43 Uhr lief die Monte Cervantes mit hoher Geschwindigkeit auf einen in den damaligen Seekarten noch nicht eingezeichneten unterseeischen Felsen mittig auf. Das Schiff wurde leck und Wasser drang ein. Durch die enorme Erschütterung ging ein großer Teil der Ausstattung des Schiffes, wie beispielsweise Geschirr und zahlreiche Möbel, zu Bruch. Die Schotten wurden sofort geschlossen, doch wenig später rutschte der Schiffskörper vom Felsen ab und glitt zurück ins Meer, was zur Folge hatte, dass noch mehr Wasser in die nun freiliegenden Lecks drücken konnte, das schon bald die Laderäume und das Zwischendeck flutete. Unmittelbar darauf wurde der Befehl zum Klarmachen der Rettungsboote gegeben. Zunächst brach eine kleine Panik aus, doch nachdem das Bordpersonal den Passagieren erklärt hatte, dass die 30 Boote sogar noch reichen würden, um 500 weitere Fahrgäste aufzunehmen, legte sich die Aufregung. Binnen 55 Minuten hatten alle 1117 Passagiere und 255 Besatzungsmitglieder das Schiff verlassen und waren in den Rettungsbooten.
Bereits seit der Grundberührung hatte der Funker SOS gemorst. Diesen Ruf fing neben zahlreichen Stationen zu beiden Seiten des Atlantiks auch der argentinische Frachtdampfer Vicente Fidel Lopez im Hafen von Ushuaia auf. Er machte sich unverzüglich auf den Weg zur Unglücksstelle und schickte eine Barkasse voraus. Andere Quellen berichteten, er habe bereits vor Eintreffen des Notrufes in Richtung Monte Cervantes abgelegt, da deren Unglück von der Stadt aus in der Ferne zu beobachten war.

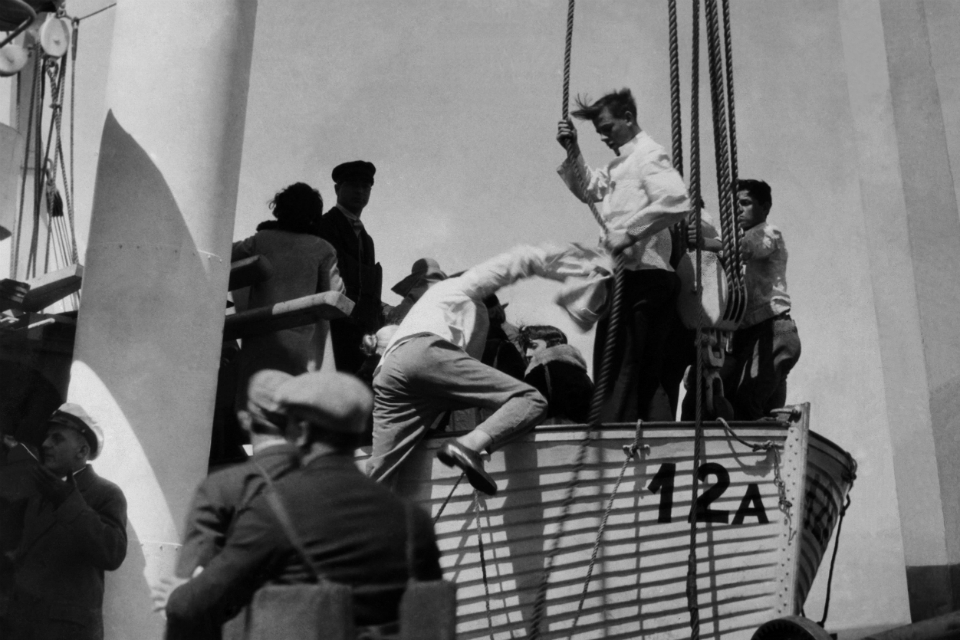
Passagiere und Besatzung besteigen die Rettungsboote

Die verbliebenen Besatzungsmitglieder an Bord des Havaristen sammelten derweil alle Wertgegenstände der Passagiere ein, die sie noch finden konnten und übergaben sie der ankommenden Barkasse, verbunden mit der Bitte, die Menschen aus den Rettungsbooten aufzunehmen. Diese hatten im mittlerweile auffrischenden starken Wind erhebliche Manövrierschwierigkeiten, zumal oftmals Köche oder andere Bedienstete die Ruder führten, die dafür genauso wenig ausgebildet waren wie die Fahrgäste. Kurz nach der Abfahrt der ersten erschien eine zweite Barkasse, die des Gefängnisses von Ushuaia, bot ihre Hilfe an und wurde mit mehreren Stapeln wärmender Wolldecken zurückgeschickt, als einige Minuten darauf die Vicente Fidel Lopez selbst den Havaristen erreichte. Sie nahm die Insassen der Rettungsboote an Bord und beförderte so bis zum Abend rund 800 Personen ans sichere Festland. Einige der Rettungsboote waren jedoch von Wind und Strömung vertrieben und an entlegene felsige Küstenabschnitte verschlagen worden. Ihre Insassen mussten noch einen langen Marsch durch dicht bewaldetes und bergiges Gelände auf sich nehmen, bevor auch sie in der Stadt ankamen. Ushuaia hatte zum damaligen Zeitpunkt nur 800 Einwohner und war mit den mehr als 1300 Personen, die die Stadt gerade am Morgen noch verlassen hatten, beinahe überfordert. Die Schiffbrüchigen erhielten Obdach in Herbergen, Privathäusern und sogar im Gefängnis, dessen Insassen sich bereit erklärten, ihre Decken abzugeben und die Hälfte ihrer Tagesration Lebensmittel abzutreten.
Schon kurz nachdem das letzte Rettungsboot genügend Abstand zwischen sich und die Monte Cervantes gebracht hatte, wurden die Maschinen wieder gestartet. Sie waren noch funktionsfähig, da der Maschinenraum noch nicht unter Wasser stand. Dreyer manövrierte das Schiff mit den verbliebenen 70 Mann Besatzung getragen von Wind und Strömung in das Felsenriff der Les Eclaireurs-Klippen, wo er es auf Grund setzte, um ein weiteres Absacken zu verhindern. Das Vorschiff war bereits bis zum D-Deck geflutet, neigte sich immer tiefer, und Lotmessungen ergaben, dass der Dampfer lediglich mit der Backbordseite seines Hecks auf dem Riff saß, während der restliche Rumpf noch frei im Wasser schwamm. Weitere Messungen ergaben, dass durch die Lecks fortwährend Wasser eindrang, weshalb der Kapitän anordnete, dass alle von Bord gehen, wozu das letzte Rettungsboot gefiert wurde. Man verbrachte die Nacht auf einer nahen Felseninsel.

### Zweiter Tag

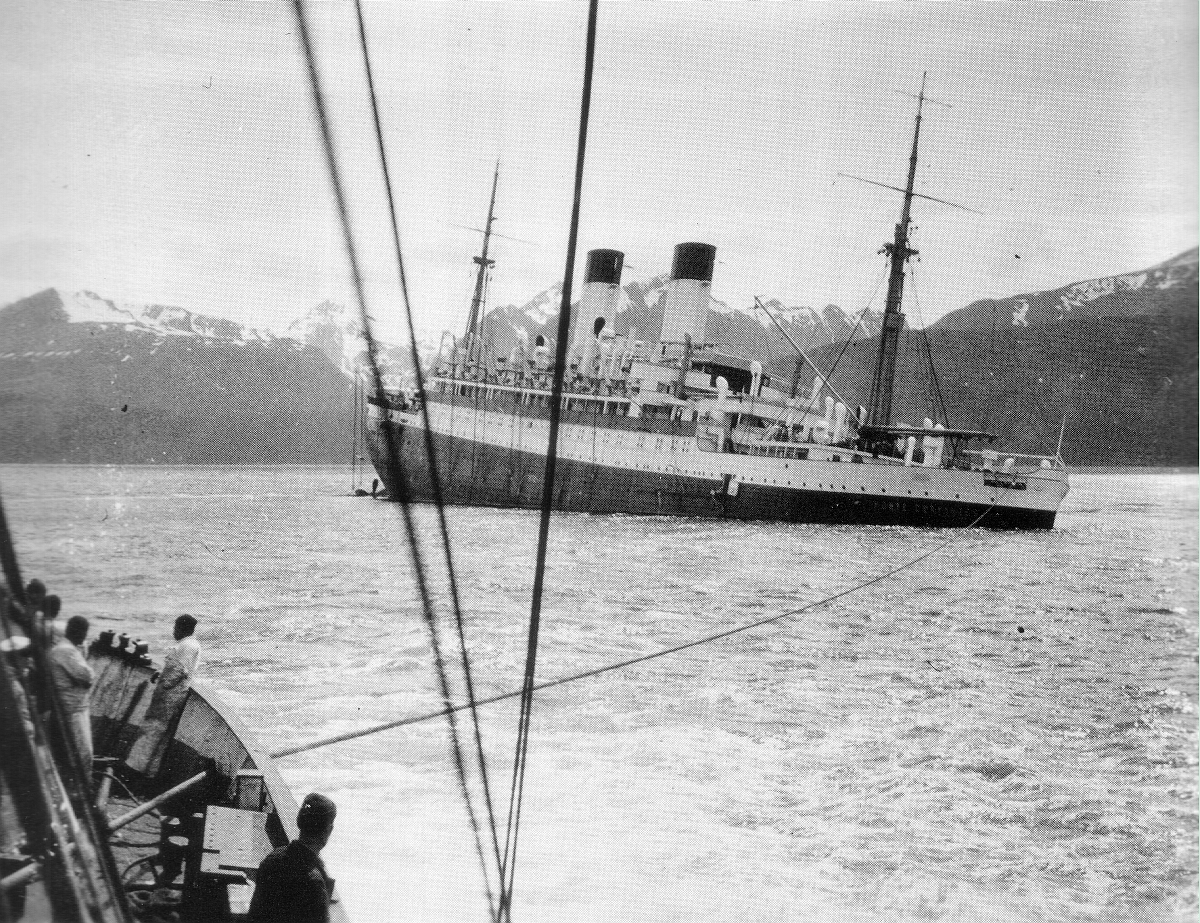
Die sinkende Monte Cervantes

Am Morgen des darauffolgenden 23. Januar setzten Besatzungsmitglieder zahlreicher Schiffe, unter ihnen auch wieder die Vicente Fidel Lopez, zur Monte Cervantes über, um weitere Gepäckstücke zu bergen. Dies gestaltete sich teilweise chaotisch, da zahlreiche Kabinen verschlossen waren, niemand von der Besatzung einen Generalschlüssel zur Hand hatte und viele Koffer, Taschen und im Wasser treibende Wertgegenstände wohl auch von Einheimischen und einzelnen Besatzungsmitgliedern geplündert worden waren. Anschließend versuchte das Frachtschiff, das wesentlich größere Passagierschiff abzuschleppen, was aber wegen der zu niedrigen Maschinenleistung des argentinischen Schiffes von nur 450 PS misslang. Am Abend befahl Kapitän Dreyer die restliche Besatzung von Bord. Er wollte auf dem Schiff bleiben, in der Überzeugung, er müsse seine Position halten. Der Steward konnte ihn schließlich aber doch überreden, das Schiff zu verlassen. Zwei Offiziere kletterten derweil zurück an Deck, weil sie etwas vergessen hatten. Kurz darauf ging ein Ruck durch das Schiff, und es versank mit dem Bug voran. Die noch an Bord befindlichen Mitglieder der Mannschaft sprangen ins Wasser und wurden von der wartenden Barkasse gerettet. Lediglich Theodor Dreyer konnte sich nicht mehr in Sicherheit bringen. Er sprang mit angelegtem Rettungsring vermutlich aus Versehen in das offene Promenadendeck, rutschte ins Schiff und ertrank. Die Barkasse suchte noch über eine Stunde erfolglos nach ihm. Dank der besonnenen Reaktion der Besatzung und der Nähe zur Küste, die rasche Hilfeleistung durch andere Schiffe ermöglichte, waren bei dem Untergang mit Ausnahme des Kapitäns keine Todesopfer zu beklagen.
Am 24. Januar erreichte ein Telegramm aus Ushuaia die Reederei in Hamburg:
„Monte Cervantes gestern gegen 21 Uhr schnell nach Steuerbord gekentert. Kaum Zeit, dass sich noch an Bord befindliche Offiziere retten konnten. Kapitän Dreyer, beim Untergang auf Kommandobrücke, wird leider vermisst.“

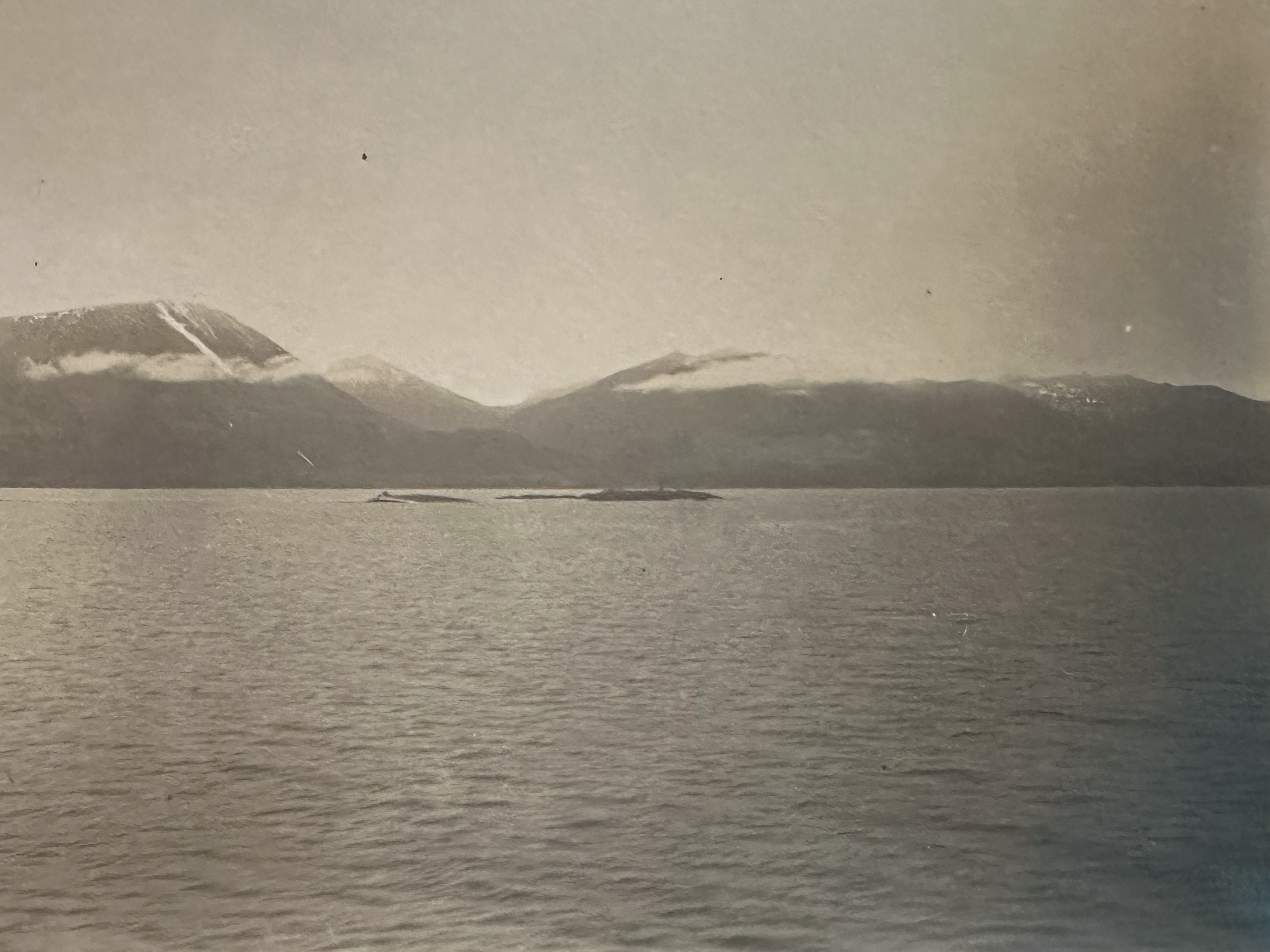
Das Grab der Monte Cervantes, Januar 1930

Der Schiffbruch konnte aufgrund des langsamen Ablaufes und der zunächst eher ungefährlichen Situation umfassend über mehrere Stunden vom Bordfotografen begleitet werden. Er dokumentierte das Ablassen der Rettungsboote, die Evakuierungsmaßnahmen und von See aus den Havaristen selbst.

## Weitere Geschichte
In der Weimarer Republik verhandelte das Hamburger Seeamt den Untergang der Monte Cervantes am 6. März 1930 und sprach die Besatzung von jeder Schuld frei. Es kam allerdings zu Anklagen gegen einzelne Matrosen wegen des Diebstahls von Wertgegenständen aus dem Wrack in den letzten Stunden. Auf Feuerland kursierten noch lange Zeit Gerüchte über den Tod Theodor Dreyers. Sie reichten von Vermutungen, dass er den Freitod gewählt habe, um einem Prozess vor dem Seerechtsgericht zu entkommen, über von der Tageszeitung Clarín veröffentlichte Berichte, nach denen er sich an das Steuerrad gebunden und mit einer Pistole erschossen haben soll, bis zu Spekulationen, er sei gar nicht ums Leben gekommen. Die Vertreter letzterer Meinung waren der Ansicht, er habe sich mit falschen Papieren in das kleine Fischerdorf Villa Ukika abgesetzt, da dort – allerdings ohne genaue Jahresangabe – die Legende von einem weiß gekleideten Mann erzählt wird, der von nirgendwo erschienen sei.

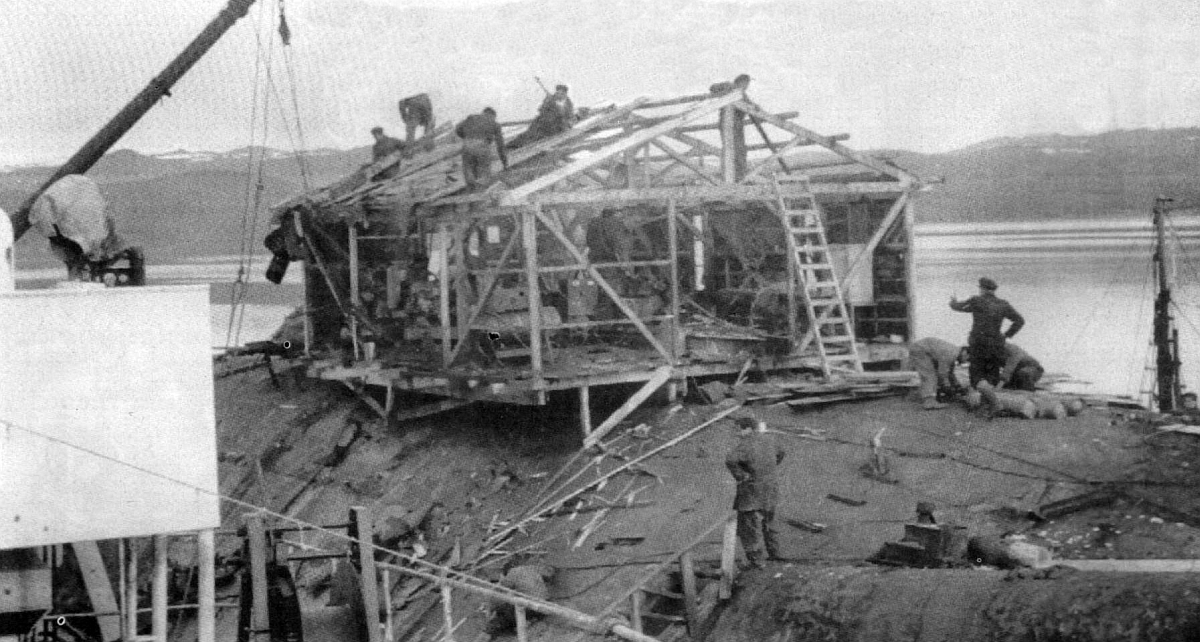
Errichtung der Hütte auf dem Schiffsrumpf im Jahr 1951

In den Untiefen der Felsen ging das Heck der Monte Cervantes nicht gänzlich unter, sondern ragte weithin sichtbar aus dem Meer. Da das Wrack jedoch außerhalb der gängigen Schiffswege lag, wurden für die Bergung keine Anstrengungen unternommen. Erst als nach dem Zweiten Weltkrieg die Metallpreise in die Höhe stiegen, sicherte sich im Jahre 1951 das vom in Argentinien lebenden italienischen Geschäftsmann Leopoldo Simoncini gegründete Unternehmen Salvamar die Bergungsrechte. Man begann in monatelanger Arbeit, alle verwertbaren Metallteile abzubauen, einzuschmelzen und Stück für Stück zu verkaufen. 80 Arbeiter waren beschäftigt und lebten sowohl auf einem ankernden Schlepper als auch in einer Hütte, die man auf dem Schiffsrumpf errichtet hatte. Das Interieur der Monte Cervantes wurde nahezu erschöpfend ausgeschlachtet, um eine anschließende Bergung zu finanzieren, da die Zerlegung auf See immer komplizierter wurde. Hierfür sprengte man einige der Aufbauten, wie beispielsweise die Schornsteine, ab und füllte den Schiffsrumpf mit Auftriebskörpern. Zwischen dem 3. und dem 14. Oktober 1954 sollte das Wrack schließlich nach Ushuaia geschleppt werden. Drei Schlepper zogen die Monte Cervantes von den Les Eclaireurs-Klippen gut zwei Kilometer in Richtung Küste über das offene Meer, als bei sich verschlechterndem Wetter ein Tau riss und ein Luftkissen platzte. Der Havarist war nun nicht mehr zu halten, und die Schlepptrossen mussten gekappt werden. Der Schlepper Saint Christopher kam dabei selbst zu Schaden, und die Monte Cervantes versank vollständig im Beagle-Kanal. Der Schlepper liegt heute noch im Hafen von Ushuaia.
In den 1990er Jahren entdeckten Taucher im Beagle-Kanal in der Nähe des Leuchtturms Faro Les Éclaireurs mehrere Überreste des Dampfers. In Kooperation mit einem deutschen Forschungsteam unter der Leitung von Matthias Kopfmüller konnte schließlich der Liegeplatz des Wracks bestimmt werden. Mittels eines Tiefenecholots wurde im September 2000 ein unbekanntes Objekt geortet. Über diesem Fundort warf man eine Boje mit Orientierungsleine ab und ließ ein Remotely Operated Vehicle (ROV) zu Wasser. Mit ihm gelang es erstmals, zum Rumpf der Monte Cervantes in 133 Metern Tiefe vorzudringen. Das erste Schiffsteil, das aus dem Dunkel in die Kamera ragte, waren die Propeller. In der Folge erreichten auch Taucher des Teams das Wrack. Es konnten zahlreiche kleine Gegenstände wie etwa eine Rotweinflasche, Gläser, Besteck, Aschenbecher und Kronleuchter geborgen und dem Museo del Fin del Mundo in Ushuaia übergeben werden. Begleitet wurde die gesamte Aktion von Spiegel TV, das in der Folge den knapp einstündigen Dokumentarfilm Gesunken vor Kap Hoorn – Das Rätsel der Monte Cervantes produzierte, in den die neuen Videoaufnahmen und Erkenntnisse, alte Fotografien, historische Dokumente und Zeitzeugenberichte eingearbeitet wurden. Für den Fernsehsender Phoenix drehte Marc Brasse nach einer Reise nach Feuerland und Expeditionen mit Spezialtauchern den Film Tauchfahrt in die Vergangenheit – Das Rätsel der Monte Cervantes, der bislang am 14. Juni 2006 und am 13. August 2007 ausgestrahlt wurde. Im Juli 2023 versuchte eine Gruppe von Wissenschaftlern und Studenten der Universidad Nacional de Tierra del Fuego erneut, das Wrack durch Taucher sowie Unterwasserdrohnen zu erkunden und insbesondere die Navigationslampe des Schiffes von der Größe eines Kühlschranks zu filmen. Zur Planung nutzten sie das Filmmaterial des deutschen Fernsehteams. Sie mussten den Tauchgang jedoch wegen des Auftauchens von Orcas und einem anschließend aufkommenden heftigen Sturm mit Schneefall aufgeben. Die Expedition war ausdrücklich in die Winterzeit verlegt worden, um eine klare Sicht zu haben.

## Erinnerung
Kurz nach dem Untergang hielten Rettungskräfte, Passagiere und Besatzungsmitglieder der Monte Cervantes an Bord des Schwesterschiffs Monte Sarmiento eine Trauerfeier für den Kapitän ab, bei der man Kränze warf und Dreyers vorbildliches Verhalten während der Evakuierung hervorhob. Anlässlich des 50. Jahrestages des Schiffbruches organisierte ein damaliger Passagier 1980 per Zeitungsannonce ein Treffen der noch überlebenden Fahrgäste und Besatzungsmitglieder der letzten Reise der Monte Cervantes. Man kam in Buenos Aires zusammen und reiste gemeinsam nach Ushuaia, wo Dankesurkunden für die dortige Bevölkerung erstellt und alte Kontakte wiederbelebt wurden. In Deutschland ist der Untergang des Hamburger Liners heutzutage beinahe in Vergessenheit geraten und wird nur selten thematisiert, während er in Erzählungen der Bevölkerung Feuerlands nach wie vor sehr präsent ist. In Ushuaia erinnern die Straßen Capitán T. Dreyer und Náufragos del M. Cervantes an das Unglück. Auch in seiner Heimat, dem Hamburger Stadtteil Blankenese, wurde dem ertrunkenen Schiffsführer zu Ehren ein Weg nach ihm benannt; auf dem Nienstedtener Friedhof errichtete man einen ihm gewidmeten Gedenkstein. Darüber hinaus erinnert eine Plakette an der Iglesia Nuestra Señora de la Merced in Ushuaia an die Ereignisse im Januar 1930 vor der Stadt im Beagle-Kanal.

## Weiterführend

### Zeitungsberichte
- Berliner Volks-Zeitung, 23. Januar 1930: „Monte Cervantes“ läuft auf Felsen[8]
- Berliner Volkszeitung, 24. Januar 1930: „Monte Cervantes“ verloren[9]
- Berliner Volkszeitung, 24. Januar 1930: „Cervantes“ Kapitän vermisst[10]
- Berliner Volkszeitung, 8. März 1930: Der Untergang der „Monte Cervantes“[11]
- La Razón, 2. Februar 1930: „Declaraciones del gobernador interino de Tierra del Fuego, señor Hugo Rodriguez“
- Clarín, 11. Oktober 1954, Seite 10: „Ha vuelta a hundirse el „Monte Cervantes“. Once años de trabajo y 16 millones de pesos perdidos“ (Enrique S. Inda)
- Clarín, 23. Januar 1979, Seiten 18 und 19: „El SOS del Monte Cervantes. ¿Te acordás, hermano, del naufrágio en el Beagle?“
- Clarín, 14. März 1999, Seiten 50 bis 57: „El otro Titanic. El naufrágio del Monte Cervantes en las Costas de Ushuaia“ (Jessica Feinsod)